# Cis creberrimus
Cis creberrimus är en skalbaggsart som beskrevs av Mellié 1848. Cis creberrimus ingår i släktet Cis och familjen trädsvampborrare. Inga underarter finns listade i Catalogue of Life.